# Hradec Králové (část obce)
Místní část Hradec Králové (a zároveň stejnojmenné katastrální území o téměř identickém rozsahu) je centrální část krajského města Hradec Králové. Zahrnuje historické centrum (staré město) i přilehlé lokality sahající téměř až k fakultní nemocnici. Výměrou není příliš rozsáhlá, počtem obyvatel je však druhou nejobydlenější částí města Hradce Králové.
Předchůdcem starého města bylo pravěké a později raně středověké hradiště Hradec.
Působí zde dvě komise místní samosprávy, Střed města – historické centrum a Střed města (pro zbývající území místní částí, její územní působnost je ale vymezena podle městského okruhu a zasahuje tak i do okolních místních částí). Také např. ZSJ Labská kotlina II – východ se sice nachází na katastrálním území Hradec Králové, ale převážně patří do místní části Pražské Předměstí.